# Atsabe
Atsabe (in alten Quellen: Artessabe, Atisasabo) ist der Hauptort des Verwaltungsamt Atsabe in der osttimoresischen Gemeinde Ermera. 1936 wurde Atsabe von den Portugiesen in Nova Ourém umbenannt. Doch der Name setzte sich nicht durch und einige Jahre nach dem Zweiten Weltkrieg kehrte man zum alten Namen zurück.

## Geographie

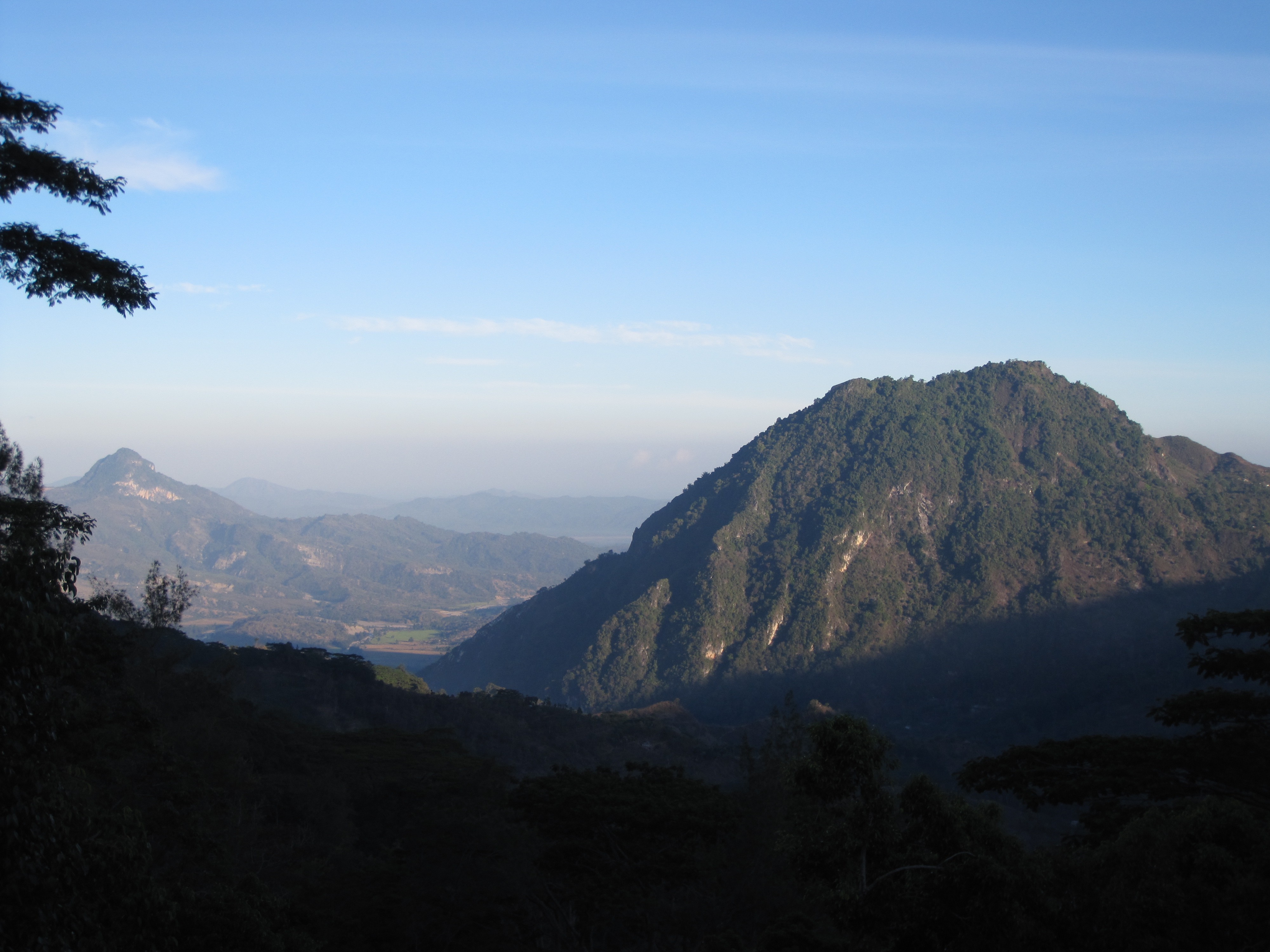
Blick von der Pension im Dorf Atsabe

Der Ort Atsabe liegt im Suco Laclo in einer Höhe von 1507 m über dem Meer. Zur Landeshauptstadt Dili sind es in Luftlinie etwa 45 km nach Nordosten, bis zur Gemeindehauptstadt Gleno 24 km. Eine Straße verbindet Atsabe nach Norden mit Letefoho und weiter nach Gleno, nach Süden mit Bobonaro, Maliana und Zumalai.
Neben dem Verwaltungsgebäude des Verwaltungsamts befindet sich ein auffälliges Grabmal. Auf ihm steht auf Portugiesisch Morto por Portugal („Gestorben für Portugal“). In ihm ruhen seit 2000 die sterblichen Überreste von Dom Siprianu (Koronel bote der Atsabe-Kemak von 1912 bis 1943). Sie wurden im Rahmen eines Rituals der traditionellen Religion der Kemak, einem Zweitbegräbnis überführt. Die unmittelbare Nähe des Grabmals zum Verwaltungsgebäude ist ein Symbol des Machtanspruchs der ehemals herrschenden Familie. Der Widerspruch zwischen Feudalsystem und traditionelle Religion Timors auf der einen Seite und parlamentarisch-demokratischem System des unabhängigen Osttimors und der Katholischen Kirche auf der anderen Seite, führte zu heftigen Diskussionen über dieses Grabmal.
Nahe dem Ort liegt an der Straße nach Letefoho der Bandeira, Osttimors bekanntester Wasserfall. Ebenfalls in der Nähe ist der etwa 15–20 Meter hohe Manu-Babi.
Sechs bis sieben Kilometer außerhalb des Ortes laufen seit 2007 Planungen für ein Wasserkraftwerk. Das Wasser des Flusses Magapu soll durch einen Kanal und eine Leitung bergabwärts geführt werden. Das Kraftwerk könnte so 10 bis 15 GWh jährlich produzieren.

## Geschichte

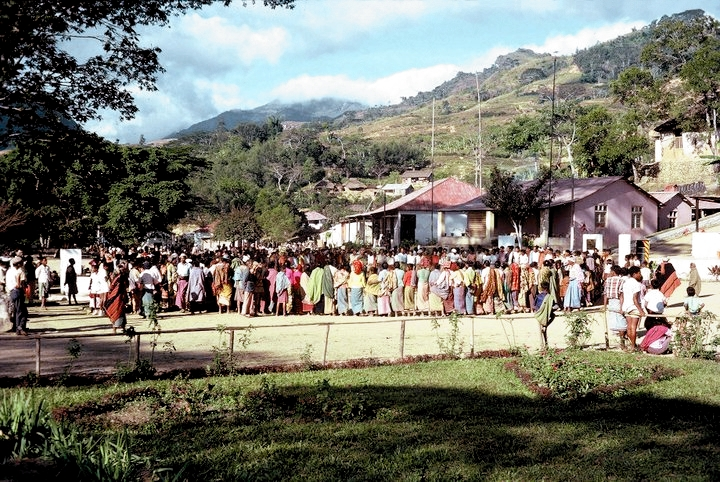
Fest im Zentrum von Atsabe (1968/70). Im Hintergrund in Wolken, der Tatamailau

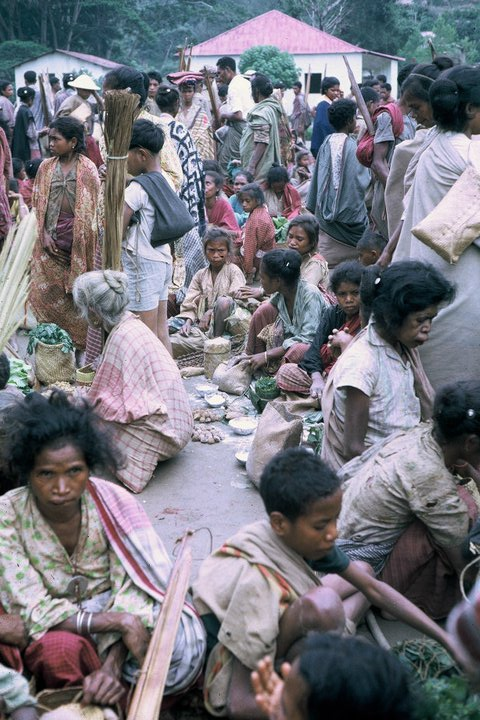
Markt in Atsabe (1968/70)

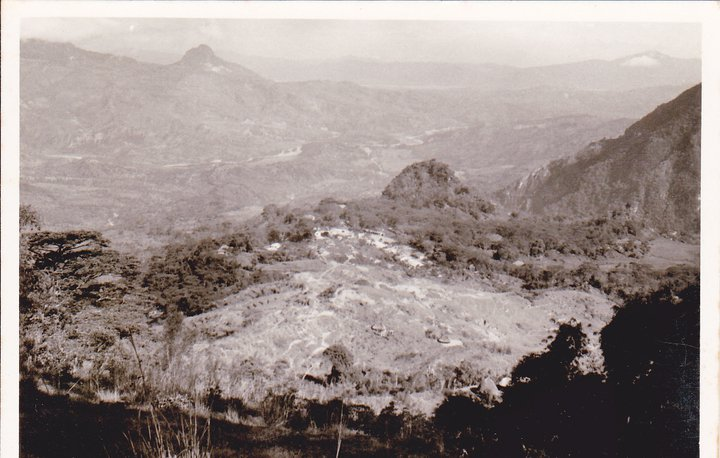
Blick auf den Ort Atsabe (1968/70)

Atsabe war bereits vor der Kolonialzeit eines der Zentren Timors. Herrscher war der Koronel bote (Tetum: Liurai) der Atsabe-Kemak. Atsabe dominierte früher die gesamten von Kemak bewohnten Gebiete in Osttimor. Das betraf neben der Region von Atsabe Gebiete im Norden der heutigen Gemeinde Bobonaro, im nördlichen Ainaro und im Gebiet von Suai. Die Atsabe-Herrscher standen im Ruf besonders dazu zu neigen gegen die Portugiesen und ihre Anwesenheit aufzubegehren. Sie leisteten wiederholt Widerstand gegen die Invasoren. Im 18. Jahrhundert beteiligte sich Atsabe bei der Cailaco-Rebellion gegen die Portugiesen.
Während der japanischen Besatzung Timors (1942 bis 1945) leisteten die Atsabe-Kemak passiven Widerstand, indem sie sich weigerten Zwangsarbeit zu leisten oder Lebensmittel an die Japaner zu liefern. Die Besatzer inhaftierten daher den Koronel bote Dom Siprianu und sechs seiner Verwandte, die in Erbfolge zu ihm standen. Einer nach dem anderen wurden von den Japanern hingerichtet. Trotzdem widersetzten sich die Bewohner Atsabes weiterhin und versteckten zum Beispiel auch australische Soldaten, die hier einen Guerillakrieg führten.
Auf den Ruinen des portugiesischen Forts entstand in den 1950er-Jahren das Haus des Kommandanten des Postens.
Der letzte Koronel bote von Atsabe und Sohn von Dom Siprianu, Dom Guilherme Maria Gonçalves, war ein starker Unterstützer der APODETI in den 1970ern. Zwischen 1978 und 1982 war er Gouverneur Indonesiens in Timor Timur.

## Persönlichkeiten
Der Politiker Francisco Gomes wurde 1965 in Atsabe geboren.